# Xavier Ngoubeyou
Xavier Ngoubeyou né le 10 mai 1937  a nkongsanba dans le département du moungo et mort le 24 février 2024 à Douala  de suite de maladie. Est un ex ministre et sénateur camerounais.

## Biographie

### Enfance, formation et débuts
Xavier Ngoubeyou naît le 10 mai 1937 à Nkongsamba, dans le département du moungo la région du Littoral.

### Carrière
Xavier Ngoubeyou est membre du sénat Camerounais. Il a aussi été ministre des affaires étrangères.
Il a commencé son action entre 1970 et 1971, par les fonctions de ministre délégué à l’Inspection générale de l’État au gouvernement fédéral ; puis ministre de la Jeunesse et des Sports entre mars 1971 et juillet 1972 ; en décembre 1976, il est conseiller technique au ministère de l’Information et de la Culture.
Le 20 avril 1985, il accède au poste d’Ambassadeur du Cameroun en Suisse, avec résidence à Berne .
Il a été ministre des Relations extérieures de 2001 à 2004.
Xavier Ngoubeyou est élu sénateur en 2018, puis en 2023. Son élection à la Chambre haute du Parlement est une marque de considération de la hiérarchie du Rdpc. Il est vice-président de la commission des Affaires étrangères. Il est membre titulaire du Comité central du Rassemblement démocratique du peuple camerounais depuis 2011.
Xavier Ngoubeyou meurt de maladie à Douala le 24 février 2024 à l’âge de 86 ans.